# Trichonotus nikii
Trichonotus nikii är en fiskart som beskrevs av Clark och Von Schmidt, 1966. Trichonotus nikii ingår i släktet Trichonotus och familjen Trichonotidae. Inga underarter finns listade i Catalogue of Life.